# 道贵墓
道贵墓位于中国山东省济南市历下区东南部马家庄南，燕子山北麓坡地上，墓主人为南阳人道贵，北魏孝昌年间迁居历城，北齐皇建二年（561年）任祝阿（今济南西郊古城村）县令，天统三年（567年）2月卒于任内，享年76岁。该墓葬发现于1984年10月，由济南市博物馆清理发掘。建筑包括墓道、甬道、墓室三部分，其中墓室平面呈圆角梯形朝南，砌筑材料为青页岩石，室壁、门墙抹白灰并施以彩绘壁画，出土文物包括陶盘、瓷壶、青瓷碗等
，其墓室壁画和出土文物为研究济南地方史和书画艺术的重要实物资料。